# Exeter
Exeter (/ˈɛksɪtər/ⓘ) es una ciudad situada en Devon, Inglaterra. Está situada en el río Exe, a unos 58 kilómetros al noreste de Plymouth y a 105 kilómetros al suroeste de Bristol. El área administrativa de Exeter tiene el estatus de distrito no metropolitano, siendo la capital del condado de Devon.
Durante la ocupación romana de Gran Bretaña, en Exeter se situó la base de la Legio II Augusta bajo el mando personal de Vespasiano. En la Edad Media, Exeter se convirtió en un centro religioso, y la Catedral de Exeter, fundada a mediados del siglo XI, se convirtió al anglicanismo en el siglo XVI durante la Reforma anglicana. Exeter fue un próspero centro para el comercio de lana, aunque durante la Primera Guerra Mundial la ciudad estaba en declive. Después de la Segunda Guerra Mundial una gran parte del centro de la ciudad fue reconstruido y ahora es un centro de educación, negocios y turismo en Devon y Cornualles. Es sede de dos de los campus de la Universidad de Exeter: Streatham y St Luke's.
Con su nombre se bautizó a uno de los cruceros pesados que combatieron en la batalla del Río de la Plata. Además, en su honor existen ciudades llamadas Exeter por todos los países anglosajones. Cuenta con numerosos parques y jardines, lo que le ha valido el título de «la ciudad europea de las flores» y es conocida también como «la ciudad en el campo», porque los campos que la rodean pueden ser vistos desde cualquier parte de la ciudad.

## Historia
Los orígenes de Exeter se remontan a asentamientos en una cresta seca que terminaba en un espolón que dominaba el río navegable y que estaba rodeado de tierras fértiles. Aunque no ha habido importantes hallazgos prehistóricos, estas ventajas sugieren una ocupación temprana del lugar.
Se han descubierto monedas de los reinos helenísticos, lo que sugiere la existencia de un asentamiento que comerciaba con el Mediterráneo ya en el año 250 a. C. Estas primeras ciudades habían sido una característica de la Galia prerromana, como la describe Julio César en sus Comentarios sobre la guerra de las Galias, y es posible que también existieran en Britania.
Godofredo de Monmouth, en una fuente considerada poco fiable, afirmó que cuando Vespasiano sitió la ciudad en el año 49 d. C. su nombre celta era Kaerpenhuelgoit, que significa "ciudad en la colina bajo el bosque alto".

## Edificios notables
Entre los edificios más notables se encuentran:

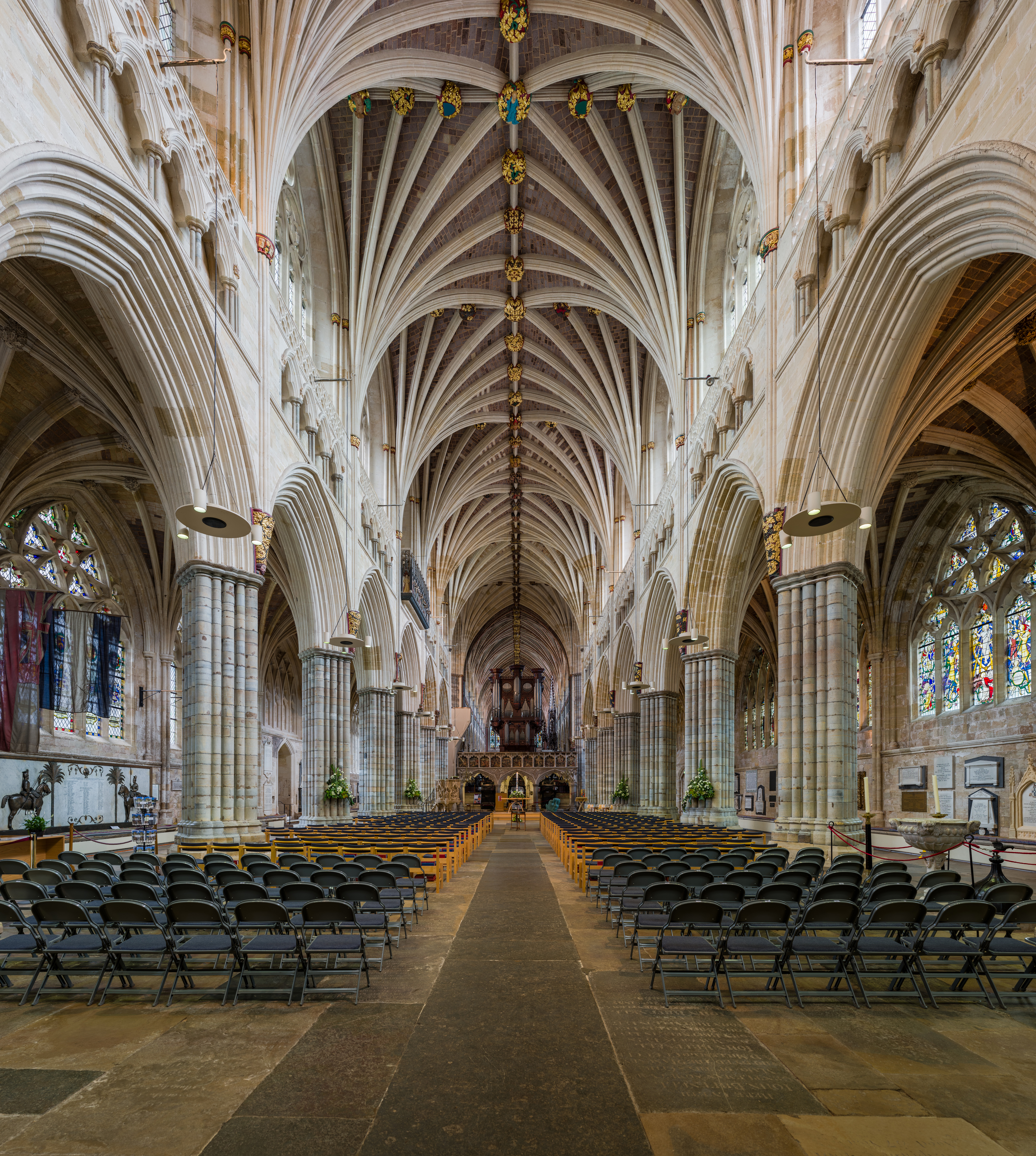
Interior de la catedral de Exeter

- Catedral de Exeter. Sin duda, el edificio arquitectónico por excelencia de la ciudad inglesa. Se trata de un templo anglicano ubicado en pleno corazón de Exeter y dedicado a San Pedro. Fue fundado en 1050, cuando el obispado se trasladó desde la cercana ciudad de Crediton (lugar de nacimiento de San Bonifacio) en busca de la mayor protección que le otorgaba la muralla romana de Exeter contra los piratas, probablemente vikingos. El edificio actual fue completado alrededor del año 1400. Una estatua de Richard Hooker, teólogo anglicano del siglo XVI, nacido en Exeter, se erige junto a la catedral. De estilo gótico, su estructura arquitectónica está bañada de influencias normandas, que pueden observarse a través de sus elevadas torres. Por otro lado, su cúpula abovedada aguarda en su interior un órgano de grandes dimensiones, construido en 1665 y reformado en 1891 y de nuevo en 1931.
- Las ruinas del castillo de Rougemont, construido poco después de la conquista normanda. Algunas partes más modernas del castillo estuvieron en uso hasta principios de 2006 como edificio de los juzgados. Una placa cercana a la verja de las ruinas normandas recuerda que en 1685 estuvo presa en Exeter Alice Molland, la última persona ejecutada por brujería en Inglaterra.
- Guildhall, el edificio municipal en uso más antiguo de Inglaterra.
- The Guild of Tuckers and Weavers.
- The Custom House, el edificio de ladrillo más antiguo de la ciudad.
- St Nicholas Priory en Mint Lane.
- Distintas iglesias medievales, entre las que se encuentra St Mary Steps, la cual tiene un destacado reloj.
- The House That Moved, un edificio de estilo Tudor del siglo XIV, el cual ganó su nombre en 1961 cuando fue trasladado desde su emplazamiento original en la esquina de Edmund Street para dejar espacio para la construcción de una nueva carretera.
- Parliament Street, en el centro de la ciudad. Se dice que constituye una de las calles más estrechas del mundo.

Muchos de estos edificios están construidos en piedra arenisca roja, que da su nombre al castillo y al parque que lo rodea.

## Personas en situación de calle
Exeter tiene el sexto número más alto de personas que duermen en la calle una sola noche de todas las autoridades locales en Inglaterra (en otoño de 2020),  marcando un aumento del 19 % desde 2019.
Durante la pandemia de COVID-19, 102 personas que dormían en la calle o corrían el riesgo de dormir en la calle fueron realojadas como parte de la directiva gubernamental Everybody In.